# Список королей Берниции
Список включает королей англосаксонского королевства Берниция, существовавшего с VI века. В 655 году короли Берниции присоединили к своим владениям королевство Дейру, образовав королевство Нортумбрия.

## История
Согласно Беде и самому раннему списку королей Нортумбрии, известном как «Манускрипт Мура», королевство Берниция, занимавшее северную часть Нортумбрии, было основано в 547 году королём Идой. Однако это утверждение, как и сама дата, по мнению исследователей были придуманы гораздо позднее, поскольку королевство Нортумбрия образовалось в VII веке. Однако, поскольку именно королевская семья Берниции в итоге являются династическими предками королей Нортумбрии, все последующие правители возводили свою родословную именно к Иде, даже когда в начале VIII века основная королевская линия прервалась. 547 год в качестве даты основания Берниции был рассчитан, вероятно, путём сложения длительности правления в королевских списках, подобным «Манускрипту Мура». Её точность зависит от того, действительно ли все перечисленные правители правили последовательно. Однако существует предположение, что некоторые из указанных в королевских списках королей Берниции могли быть соперничающими правителями, поэтому правление Иды могло начаться и позднее, возможно, в начале VI века. В списке F «Англосаксонской хроники» указывается, что именно Ида основал Бамборо. Фрэнк Стэнтон и Питер Хантер Блэк считают, что первоначальные поселение англов в Берниции ограничивалось Бамборо, откуда они совершали пиратские набеги на бритов на побережье, однако проведённые позже раскопки опровергли это утверждение; в настоящее время считается, что англы проникли в регион Берниции с юга по дороге Дейр. Д. Дж. Крейг полагает, что Бамборо могло стать последним бритским фортом, завоёванным Идой.
Хотя 6 королей, правивших после Иды, в поздних источниках называются его сыновьями, современные исследователи сомневаются в этом. Д. Дж. Крейг указывает, что из королевских списков и генеалогий можно сделать вывод, что сыновьями Иды точно были Адда, Этельрик и Теодрик. Однако они правили не последовательно, на основании чего историк делает вывод, что трое других ранних королей Берниции, Глаппа, Фритувальд и Хусса, скорее всего, были соперничавшими правителями, принадлежавшими к другим династиям. Ещё двое сыновей Иды, Окга и Эдрик, считаются предками более поздних королей Нортумбрии.
После завоевании Дейры королём Берниции Этельфритом около 604 года оба королевство были временно объединены, но после гибели в 633 году Эдвина Святого вновь были разъединены. В 655 году Дейра была окончательно присоединена к Берниции. Образованное королевство получило название «Нортумбрия».

## Короли Берниции
| Имя                               | Имя на древнеанглийском языке (в современной транскрипции) | Годы жизни               | Годы правления  | Титулование в хартиях                               |
| --------------------------------- | --- | ------------------------ | --------------- | --------------------------------------------------- |
| Королевский дом Берниции (Идинги) | |                          |                 |                                                     |
| Ида                               | Ida | умер в 559/560           | 547—559/560     | документов не сохранилось                           |
| Ида                               | Родоначальник королевского дома Берниции. Согласно Беде и самому раннему списку королей Нортумбрии, известном как «Манускрипт Мура», Ида стал королём в 547 году. Однако в основной части сочинения Беды король не упоминается, возможно, потому, что он никак не был связан с христианством. «Bern Codex», созданный в VIII или IX веке, который базируется на сочинении Беды, указывает, что Ида был сыном Эоппы и внуком Эоссы (Оессы), «который первым прибыл в Британию». Д. Дж. Крейг высказал предположение, что предки Иды не указываются, поскольку он был первым в роду, который был королём. Ещё в двух созданных в XII веке документах — «Житии Святого Освальда» и «De primo Saxonum adventu» указывается, что Ида прибыл со своим отцом Эоппой на сорока или шестидесяти кораблях и впервые высадился на Мысе Фламборо (современный Йоркшир), однако неизвестно, на каких источниках основано это утверждение. «Англосаксонская хроника», составленная в конце IX века, повторяет дату начала правления Иды — 547 года, в списке её E, составленном в X веке в Северной Англии, добавляется утверждение, что он основал Бамборо. В «Англосаксонской хронике» указывается, что Ида умер в 560 году (в списке F — 559 год), однако исследователи полагают, что эта дата основана на механическом вычислении составителем хроники исходя из продолжительности правления короля, указанной Бедой. «История бриттов», созданной в IX веке, указывается, что Ида присоединил к Берниции «Дин Гуарди»; в более позднем отрывке сообщается, что «Дин Гуарди» внук Иды Этельфрит дал своей жене Беббе, от имени которой он получил своё английское название — Бамборо. В поздних источниках у него называются 12 сыновей, но Д. Дж. Крейг полагает, что минимум трое из них на самом деле принадлежали к другим династиям. |                          |                 |                                                     |
| Глаппа                            | Glappa | умер в 560               | 559—560         | документов не сохранилось                           |
| Глаппа                            | Король Берниции в 559—560 годах. Традиционно считается сыном Иды, однако Д. Дж. Крейг полагает, что скорее он происходил из конкурирующей династии. |                          |                 |                                                     |
| Адда                              | Adda | умер в 565 или 568       | 560—568         | документов не сохранилось                           |
| Адда                              | Король Берниции в 560—568 годах, сын Иды. |                          |                 |                                                     |
| Этельрик                          | Æthelric | умер в 572               | 568—572         | документов не сохранилось                           |
| Этельрик                          | Король Берниции в 568—572 годах, сын Иды. |                          |                 |                                                     |
| Теодрик                           | Theodric |                          | 572—579         | документов не сохранилось                           |
| Теодрик                           | Король Берниции в 572—579 годах, сын Иды. |                          |                 |                                                     |
| Фритувальд                        | Frithuwald | умер в 585               | 579—585         | документов не сохранилось                           |
| Фритувальд                        | Король Берниции в 579—585 годах. Традиционно считается сыном Иды, однако Д. Дж. Крейг полагает, что скорее он происходил из конкурирующей династии. |                          |                 |                                                     |
| Хусса                             | Hussa | умер в 593               | 585—593         | документов не сохранилось                           |
| Хусса                             | Король Берниции в 585—593 годах. Традиционно считается сыном Иды, однако Д. Дж. Крейг полагает, что скорее он происходил из конкурирующей династии. |                          |                 |                                                     |
| Этельфрит                         | Æthelfrith | умер около 616           | 592—616         | ÆÞELFERÞ ÆÞELRICING ÆÞELFERÞ REX DEIRA              |
| Этельфрит                         | Король Берниции с 592 года, король Дейры с 604 года, сын короля Берниции Этельрика. В 592 году стал королём Берниции, а в 604 году захватил власть и в Дейре. Чтобы закрепить завоевание, Этельфрит женился на Ахе, дочери короля Дейры Эллы. Он стал первым документально зафиксированным правителем Нортумбрии, созданной при объединении Берниции и Дейры. За недолгое время правления Этельфрит сделал своё королевство значимой политической силой в Британии. Между 613 и 616 годами он разбил при Честере армию бритов, возглавляемую королём Поуиса Селива Змея Смерти. К этому моменту он стал самым могущественным правителем в землях к северу от Хамбера. А самым могущественным правителем в землях к югу от Хамбера был король Восточной Англии Редвальд, у которого нашёл пристанище Эдвин — изгнанный наследник престола Дейры. Этельфрит потребовал от Редвальда убить Эдвина, угрожая в противном случае начать войну. В ответ тот собрал большую армию и сам выступил против северного соседа. Тот не успел собрать сопоставимые силы и около 616 года был разбит в битве на реке Айдл на границе Мерсии и Нортумбрии. Сам Этельфрит был убит, его сыновья и приближённые бежали, а на его место Редвальд посадил Эдвина. |                          |                 |                                                     |
| Королевский дом Дейры             | |                          |                 |                                                     |
| Эдвин Святой                      | Eadwine | около 586 — октябрь 633  | около 616 — 633 | EDVVIN ÆLLING BERNICIA EDVVIN REX BERNICIA ET DEIRA |
| Эдвин Святой                      | Сын короля Эллы, король Дейры и Берниции с около 616 года. В момент смерти отца, вероятно, был ещё мал, поэтому трон перешёл к Этельрику, который, вероятно, был братом Эллы. Но около 604 года Дейра была захвачена королём Берниции Этельфритом, который, чтобы закрепить завоевание, женился на сестре Эдвина. Сам же Эдвин бежал из королевства и скитался между дворами бритских и англосаксонских правителей, который в это время враждовали с Этельфритом, пока около 616 года король Восточной Англии Редваль не разбил того битве на реке Айдл, причём сам король Нортумбрии погиб. На его место был возведён Эдвин, после чего между правителями обоих королевств сохранились близкие отношения. За время своего правления он значительно расширил территорию Нортумбрии, завоевав королевство Элмет, заняв острова Мэн и Англси, после чего власть англосаксов в Нортумбрии стала простираться от моря до моря. Кроме того, Эдвин распространил своё влияние на жителей Линдси и, возможно, менее эффективно на все южные королевства, кроме Кента. Кроме того, в 627 году он вместе с членами своей семьи и представителями знати крестился, после чего в Берниции и Дейре начало массово распространяться христианство. Кроме того, благодаря своему второму браку с кентской принцессой Этельбургой он значительно повысил свой статус, получил прочный союз с королём Кента и приобрёл контакты в том числе и за пределами Англии; его дети даже породнились с королями франков. 17-летнее правление Эдвина также запомнилось как период безопасности и мира. Однако в 633 году король Гвинеда Кадваллон ап Кадван, объединившись с королём Мерсии, Пендой вторгся в Нортумбрию и в разбил королевскую армию, а сам Эдвин был убит. После его смерти Берниция и Дейра вновь стали отдельными королевствами. В XVI веке Эдвин был канонизирован папой Григорием XIII. |                          |                 |                                                     |
| Королевский дом Берниции (Идинги) | |                          |                 |                                                     |
| Энфрит                            | | убит в 634               | 633             |                                                     |
| Энфрит                            | Король Берниции с 633 года, старший сын Этельрика, родившийся в первом браке |                          |                 |                                                     |
| Освальд Святой                    | Oswald | 603/604 — 5 августа 642  | 634 — 642       | OSVVALD OSVVALD REX                                 |
| Освальд Святой                    | Король Берниции и Дейры с 633 года, сын короля Берниции и Дейры Этельфрита, родившийся во втором браке с Ахой, дочерью короля Дейры Эллы. Таким образом, по линии отца он был потомком королевского дома Берниции, а по линии матери — королевского дома Дейры. После гибели отца Освальд был изгнан братом матери Эдвином, ставшим новым королём Нортумбрии. Убежище он нашёл у дяди в Дал Риаде. Во время изгнания он был крещён в монастыре на острове Айона. После гибели в 633 году короля Нортумбрии Эдвина Святого Нортумбрия разделилась на 2 королевства; в Дейре правителем стал Осрик, двоюродный брат покойного короля, в Берниции — Энфрит, старший брат Освальда. Однако в 634 году оба они были убиты бритским королём Кадваллоном. В том же году Освальд, вернувшись из изгнания, отомстил за гибель брата, убив Кадваллона в битве при Хэвенфельте. Поскольку представители королевской семьи Дейры были или убиты, или изгнаны, Освальд смог на 8 лет вновь объединить Нортумбрию, установив контроль не только над Берницией, но и над Дейрой. Он восстановил христианство в Нортумбрии; для обращения своих подданных он обратился на остров Айона, откуда был прислан епископ Айдан. Для организации епископской кафедры Освальд отдал ему остров Линдисфарн, расположенный неподалёку от его собственной резиденции в Бамборо, поскольку не захотел возрождать кентерберийскую миссию, связанную с представителями королевской семьи Дейры, хотя и завершил церковь, которую король Эдвин начал возводить в Йорке. В 642 году король Мерсии Пенда вместе со своими бритскими союзниками разбил около Мазерфелта армию Освальда. Сам Освальд при этом погиб, а его тело язычник Пенда ритуально расчленил и поместил голову, руки и кисти на колья. Гибель короля Нортумбрии привела к созданию в Англии его культа, а сам он стал почитаться как святой. Через год новый король Освиу пришёл с армией и снял останки своего брата, захоронив голову в Линдисфарне, а руки были перенесены в церковь Святого Петра в королевском дворце в Бамборо. Голова Освальда в конце IX века была перевезена в Дарем. Его тело было найдено через полвека после гибели племянницей, Острид, которая была женой короля Мерсии; кости были помещено в монастыре Бардни в Линдси, но в 909 году их перевезли в церковь Святого Петра в Глостере. |                          |                 |                                                     |
| Освиу                             | Oswiu Oswy | 611/612 — 15 февраля 670 | 642—644 655—670 | OSVVIO ÆÞELFRIÞING OSVVIO REX                       |
| Освиу                             | Сын короля Этельфрита, король Берниции с 642 года, король Дейры в 642—644 годах, король Нортумбрии с 655 года. После гибели в 642 году короля Нортумбрии Освальда королём Берниции стал брат покойного, Освиу, однако закрепиться в Дейре ему, по-видимому, не удалось, хотя он и женился на Энфледе, происходившей из королевской семьи Дейры. В итоге там в 644 году был возведён на престол родственник его жены Освин. В 651 году Освио организовал убийство короля Дейры, но стать её королём ему не удалось, поскольку недовольная его ролью в убийстве их правителя знать отказалась его признавать. На престол в Дейре в итоге был возведён племянник Освио, Этельвальд, который вскоре вступил в союз с королём Мерсии Пендой. Сам король Берниции попытался укрепить связи с Мерсией. Он выдал свою дочь замуж за Педу, сына короля Пенды, убедив заодно зятя принять христианство. Его собственный сын Эльхфрит женился на дочери Пенды. Кроме того, Освиу убедил короля Эссекса Сигеберт II, с которым был дружен, также креститься. Однако Пенда, вероятно, воспринял такие действия как провокацию, в результате чего вторгся в Берницию. Освио был отброшен в северную часть своего королевства и был вынужден заплатить огромную дань королю Мерсии и его бритских советников. Однако Пенда был полон решимости уничтожить Берницию. 15 ноября 655 года состоялась решающая битва при Винведе. Хотя армия короля Мерсии и его союзников превосходила армию, возглавляемую Освио и его сыном Эльхфритом, победу одержал король Берниции. Некоторые союзники Пенды, включая короля Дейры Этельвальда, покинули его, большая часть мерсийской армии была убита или утонула в реке. Освио в качестве мести за гибель свого брата обезглавил Пенду. Вскоре после этого он присоединил Дейру. Победа над Пендой обезопасила южную границу Нортумбрии от нападений язычников. Мерсия на 3 года оказалась под контролем Освиу и стала христианской. Северная часть королевства оказалась под контролем Нортумбрии, а в южной он поставил своего зятя Педу, который, правда, в 658 году был убит, после чего Мерсия обрела независимость. Восстановить над ней контроль он не пытался. Кроме того, его племянник Талоркан I был королём пиктов. Беда указывает, что пикты подчинялись королю Нортумбрии и платили ему дань. В итоге ряд исследователей полагают, что в течение короткого периода 650-х годов Освио обладал большей властью в Британии, чем любой другой король вплоть до Якова I. В Дейре он поставил вице-королём своего сына Эльхфрита. |                          |                 |                                                     |

Последующие правители приведены в Списке королей Нортумбрии.